# Босна и Херцеговина на Песми Евровизије
Босна и Херцеговина је на избору за Песму Евровизије први пут као независна и међународно призната држава дебитовала на 38. такмичењу одржаном маја 1993. у ирском Милстриту. Од тада, БиХ је била редован учесник ове музичке манифестације (изузетак су само 1998. и 2000. када је због лоших пласмана и ограничености у броју учесника Песме Евровизије била ван такмичења). Међутим, Босна и Херцеговина је на Песми Евровизије учествовала индиректно и много раније у оквиру СФР Југославије (РТВ Сарајево је делегирало представнике за 1964. 1965. 1973. 1976. и 1981. годину).
Најбољи пласман БиХ је остварила 2006. године, када је Хари Мата Хари са композицијом, Жељка Јоксимовића, Лејла добио 223 гласа и заузео треће место у финалној вечери. Дино Мерлин је у Диселдорфу 2011. остварио други најбољи пласман у историји ове земље, освојивши 6. место са песмом "Love in Rewind" у целости отпеваној на енглеском језику.
Од укупно 19 наступа до сада, 14 пута су песме у целости извођене на једном од три службена језика у БиХ, 1999. године рефрен је отпеван на француском, а остатак песме на бошњачком језику, док су 4 песме у целости изведене на енглеском језику (укључујући и два последња наступа).
Године 2013. Босна и Херцеговина се из финансијских разлога повукла са такмичења, а из истих разлога је прескочила такмичења 2014. и 2015. године упркос напорима за повратак. Међутим 2016. године Босна и Херцеговина се вратила на такмичење, где су Далал, Дин, Ана Руцнер и Џала са песмом Љубав је били елиминисани у полуфиналу и тако постали први представници БиХ који су такмичење завршили у полуфиналу.
Босанска телевизија је поново објавила повлачење са такмичења 2017. године због финансијских потешкоћа и закључно са 2024. годином нису још наступали.

## Представници
| Година    | Извођачи                      | Песма               | Финале            | Поени             | Полуфинале       | Поени            |                  |
| --------- | ----------------------------- | ------------------- | ----------------- | ----------------- | ---------------- | ---------------- | ---------------- |
| 1993      | Фазла                         | Сва бол свијета     | 16.               | 27                | 2.               | 51               |                  |
| 1994      | Алма Чарџић и Дејан Лазаревић | Остани крај мене    | 15.               | 39                |                  |                  |                  |
| 1995      | Даворин Поповић               | Двадесет први вијек | 19.               | 14                |                  |                  |                  |
| 1996      | Амила Гламочак                | За нашу љубав       | 22.               | 13                | 21.              | 29               |                  |
| 1997      | Алма Чарџић                   |                     | 18.               | 22                |                  |                  |                  |
| 1998      | Није учествовала              | Није учествовала    | Није учествовала  | Није учествовала  | Није учествовала | Није учествовала | Није учествовала |
| 1999      | Дино и Беатрис Пуло           | Путници             | 7.                | 86                |                  |                  |                  |
| 2000      | Није учествовала              | Није учествовала    | Није учествовала  | Није учествовала  | Није учествовала | Није учествовала | Није учествовала |
| 2001      | Нино Пршеш                    | Хано                | 14.               | 29                |                  |                  |                  |
| 2002      | Маја Татић                    | На јастуку за двоје | 13.               | 33                |                  |                  |                  |
| 2003      | Мија Мартина Барбарић         | Не брини            | 16.               | 27                |                  |                  |                  |
| 2004      | Дин                           |                     | 9.                | 91                | 7.               | 133              |                  |
| 2005      | Феминем                       |                     | 14.               | 79                | Топ 12 из 2004.  | Топ 12 из 2004.  |                  |
| 2006      | Хари Мата Хари                | Лејла               | 3.                | 229               | 2.               | 267              |                  |
| 2007      | Марија Шестић                 | Ријека без имена    | 11.               | 106               | Топ 10 из 2006.  | Топ 10 из 2006.  |                  |
| 2008      | Лака                          | Покушај             | 10.               | 110               | 9.               | 72               |                  |
| 2009      | [ 1 ] [ 2 ]                   | Бистра вода         | 9.                | 106               | 3.               | 125              |                  |
| 2010      | Вукашин Брајић                |                     | 17.               | 51                | 8.               | 59               |                  |
| 2011      | Дино Мерлин                   |                     | 6.                | 125               | 5.               | 109              |                  |
| 2012      | Маја Сар                      | Кораке ти знам      | 18.               | 55                | 6.               | 77               |                  |
| 2013–2015 | Није учествовала              | Није учествовала    | Није учествовала  | Није учествовала  | Није учествовала | Није учествовала | Није учествовала |
| 2016      | Далал, Дин, Ана Руцнер & Џала | Љубав је            | Нису се пласирали | Нису се пласирали | 11.              | 104              |                  |
| 2017–2025 | Није учествовала              | Није учествовала    | Није учествовала  | Није учествовала  | Није учествовала | Није учествовала | Није учествовала |
| 2026      |                               |                     |                   |                   |                  |                  |                  |

## Историја гласања (1993 - 2011)
Традиционално, Босна и Херцеговина је највећи број поена давала земљама бивше Југославије, а од истих је и добијала највећи број поена (ту треба додати и земље са изразито јаком БХ дијаспором).
Босна је највише поена дала:
| Ранг | Држава    | Поени |
| ---- | --------- | ----- |
| 1    | Хрватска  | 101   |
| 2    | Турска    | 91    |
| 3    | Словенија | 61    |
| 4    | Србија    | 46    |
| =    | Француска | 46    |
| =    | Малта     | 46    |

Босна и Херцеговина је највише поена добила од:
| Ранг | Држава    | Поени |
| ---- | --------- | ----- |
| 1    | Хрватска  | 134   |
| 2    | Турска    | 119   |
| 3    | Словенија | 93    |
| 4    | Шведска   | 74    |
| 5    | Аустрија  | 67    |

НАПОМЕНА: Укупан број поена у горенаведеним табелама односи се само на поене из финала.

## Марсел Безенсон награде
Награда композитора
| Година | Песма         | Композитор (к) Текстописац (т)                                   | Извођач        | Пласман | Поени | Град   |
| ------ | ------------- | ---------------------------------------------------------------- | -------------- | ------- | ----- | ------ |
| 2006.  | "Лејла"       | Жељко Јоксимовић (к), Фахрудин Пецикоза (т) и Дејан Ивановић (т) | Хари Мата Хари | 3.      | 229   | Атина  |
| 2009.  | "Бистра вода" | Александар Човић (к и т)                                         | Регина         | 9.      | 106   | Москва |